# Żywe trupy
Żywe trupy (ang. The Walking Dead) – amerykańska czarno-biała seria komiksowa z gatunku horror, stworzona przez scenarzystę Roberta Kirkmana oraz rysowników: Tony’ego Moore’a (numery 1–6) i Charliego Adlarda (od numeru 7.). Ukazywała się jako miesięcznik od października 2003 do lipca 2019 nakładem wydawnictwa Image Comics; łącznie powstały 193 zeszyty. Polskim wydawcą Żywych trupów jest wydawnictwo Taurus Media, publikujące serię w formie zbiorczych tomów zawierających po sześć zeszytów. 

## Fabuła
Żywe trupy opowiadają historię Ricka Grimesa, policjanta z miasteczka Cynthiana w stanie Kentucky, jego rodziny i innych ocalałych po katastrofie, która doprowadziła do opanowania świata przez zombie. Walcząc z zombie, a czasem między sobą, ludzie szukają bezpiecznego miejsca, które będą mogli nazwać domem.

## Wydane tomy
| Tom | Tytuł i rok wydania polskiego        | Tytuł i rok wydania oryginalnego | Zeszyty zebrane w tomie   |
| --- | ------------------------------------ | -------------------------------- | ------------------------- |
| 1   | Dni utracone (2005)                  | Days Gone Bye (2004)             | The Walking Dead #1-6     |
| 2   | Wiele mil za nami (2006)             | Miles Behind Us (2004)           | The Walking Dead #7-12    |
| 3   | Bezpieczeństwo za kratami (2006)     | Safety Behind Bars (2005)        | The Walking Dead #13-18   |
| 4   | Najskrytsze pragnienia (2007)        | The Heart's Desire (2005)        | The Walking Dead #19-24   |
| 5   | Najlepsza obrona (2008)              | The Best Defense (2006)          | The Walking Dead #25-30   |
| 6   | To bolesne życie (2008)              | This Sorrowful Life (2007)       | The Walking Dead #31-36   |
| 7   | Cisza przed burzą (2009)             | The Calm Before (2007)           | The Walking Dead #37-42   |
| 8   | Stworzeni, by cierpieć (2009)        | Made to Suffer (2008)            | The Walking Dead #43-48   |
| 9   | Tu pozostaniemy (2010)               | Here We Remain (2009)            | The Walking Dead #49-54   |
| 10  | Czym się staliśmy (2010)             | What We Become (2009)            | The Walking Dead #55-60   |
| 11  | Lękaj się łowców (2010)              | Fear the Hunters (2010)          | The Walking Dead #61-66   |
| 12  | Życie pośród nich (2011)             | Life Among Them (2010)           | The Walking Dead #67-72   |
| 13  | Zbyt daleko (2011)                   | Too Far Gone (2010)              | The Walking Dead #73-78   |
| 14  | Bez wyjścia (2011)                   | No Way Out (2011)                | The Walking Dead #79-84   |
| 15  | Odnajdujemy siebie (2012)            | We Find Ourselves (2011)         | The Walking Dead #85-90   |
| 16  | Większy świat (2012)                 | A Larger World (2012)            | The Walking Dead #91-96   |
| 17  | Powód do strachu (2013)              | Something to Fear (2012)         | The Walking Dead #97-102  |
| 18  | Co przed nami (2013)                 | What Comes After (2013)          | The Walking Dead #103-108 |
| 19  | Marsz ku wojnie (2014)               | March To War (2013)              | The Walking Dead #109-114 |
| 20  | Wojna totalna. Część pierwsza (2014) | All Out War (Part 1) (2014)      | The Walking Dead #115-120 |
| 21  | Wojna totalna. Część druga (2014)    | All Out War (Part 2) (2014)      | The Walking Dead #121-126 |
| 22  | Nowy początek (2015)                 | A New Beginning (2014)           | The Walking Dead #127-132 |
| 23  | Z szeptu w krzyk (2015)              | Whispers Into Screams (2015)     | The Walking Dead #133-138 |
| 24  | Życie i śmierć (2016)                | Life and Death (2015)            | The Walking Dead #139-144 |
| 25  | Bez odwrotu (2017)                   | No Turning Back (2016)           | The Walking Dead #145-150 |
| 26  | Do broni! (2017)                     | Call To Arms (2016)              | The Walking Dead #151-156 |
| 27  | Wojna z Szeptaczami (2017)           | The Whisperer War (2017)         | The Walking Dead #157-162 |
| 28  | Pewna zguba (2025)                   | A Certain Doom (2017)            | The Walking Dead #163-168 |
| 29  |                                      | Lines We Cross (2018)            | The Walking Dead #169-174 |
| 30  |                                      | New World Order (2018)           | The Walking Dead #175-180 |
| 31  |                                      | The Rotten Core (2019)           | The Walking Dead #181-186 |
| 32  |                                      | Rest in Peace (2019)             | The Walking Dead #187-193 |

## Adaptacja telewizyjna
31 października 2010 amerykańska telewizja AMC rozpoczęła emisję serialu Żywe trupy, będącego adaptacją komiksu.

## Adaptacja na słuchowisko
W latach 2013–2015 polskie studio dźwiękowe Sound Tropez wyprodukowało polskojęzyczne słuchowisko zrealizowane na podstawie ośmiu pierwszych tomów komiksu, z Jackiem Rozenkiem w roli Ricka Grimesa, Anną Dereszowską jako Lori Grimes i Marią Seweryn jako Carol. W maju 2013 roku Sound Tropez poinformowało, że na zlecenie francuskiego wydawcy komiksu zajmie się realizacją francuskojęzycznego odpowiednika przeznaczonego na rynek francuski i belgijski oraz że niewykluczona jest realizacja wersji hiszpańskiej i niemieckiej.